# أحادي أوليات الغليسيريل
أحادي أوليات الغليسيريل هو مركب كيميائي له الصيغة الجزيئية C21H40O4.

## الاستخدام الصيدلاني
مادة فعالة سطحياً غير أيونية nonionic. إن الغليسيريل مونو أوليات عبارة عن مادة دهنية قطبية وعند وضعها في الماء فإنها سوف تنتبج،
تتوفر في الأسواق بنوعين تجاريين:
- نوع تجاري ذاتي الاستحلاب self emulsifying grade وهو يُستخدم في الدرجة الأولى كعامل استحلابي للحصول على مستحلبات زيت/ماء.
- نوع تجاري غير استحلابي nonemulsifying grade وهو يُستخدم كعامل استحلابي للحصول على مستحلبات ماء/زيت. كما يستعمل كمثبت للمستحلبات من النمط زيت/ماء.

كما أن الغليسيريل مونوأوليات يتجمع و ينتج جيل لدى إضافة كميات كبيرة من الماء إليه وبالتالي فإن الجيل المتشكل يُستخدم من أجل إطالة فترة تحرر الأدوية القابلة للانحلال في الماء والتي تكون شديدة الفعالية الفيزيولوجية.

## التأثير على صحة الجسم
بشكل عام يُعتبر الغليسيريل مونوأوليات مادة خالية من التأثيرات السامة والمخرشة.

## سلامة الاستعمال
لا توجد أخطار تُذكر لدى العمل بهذه المادة.

## التنافرات
يتنافر مع العناصر المؤكسدة القوية. ضعف العوامل الاستحلابية الذاتية تتنافر مع العوامل الفعالة سطحياً.